# 巨尻

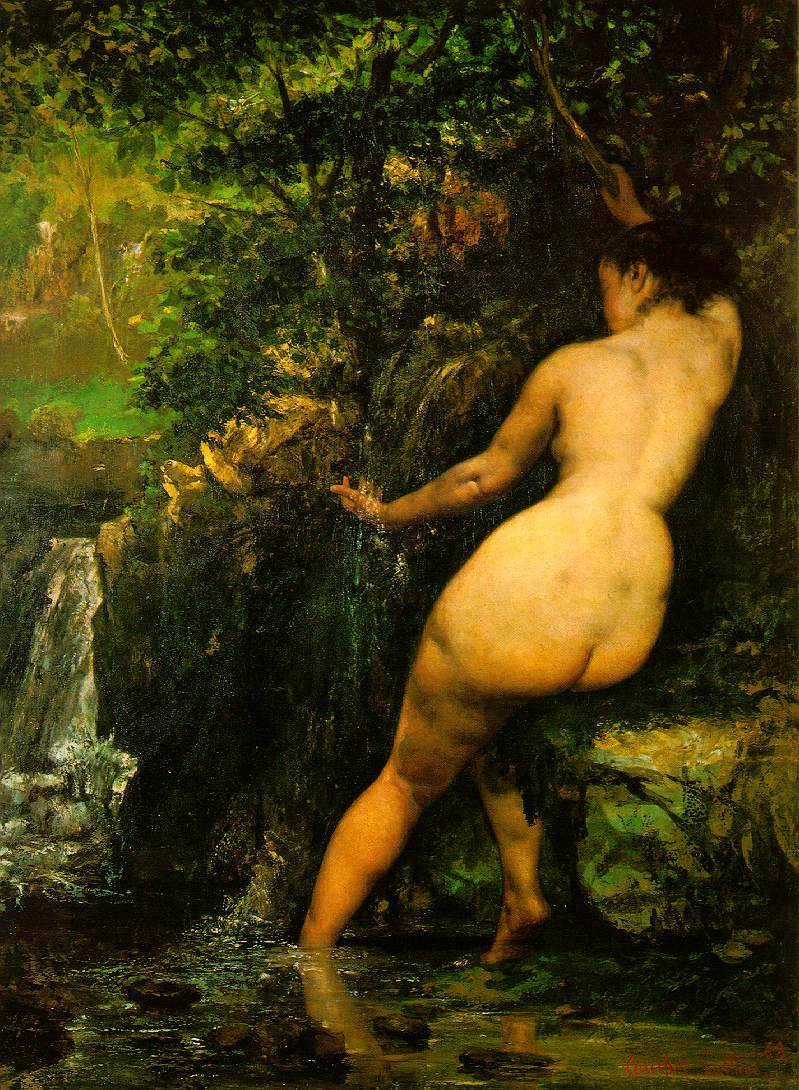
ギュスターヴ・クールベ作（1868年）

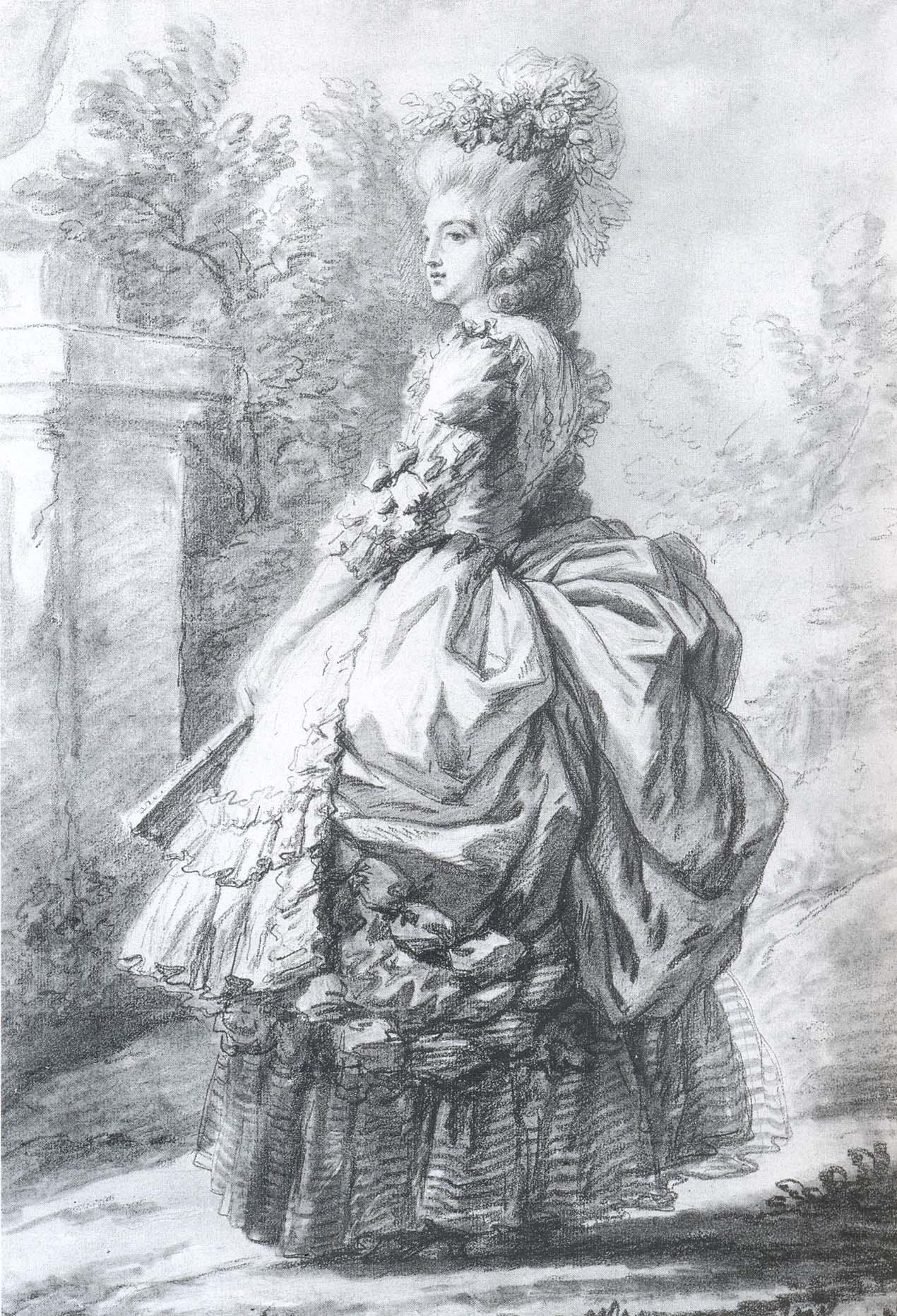
フォー・キュを着けたマリー・アントワネット

巨尻（きょしり・きょじり）は、女性の性的特徴のひとつで、初経を挟む前後1年間から骨盤が前傾（女児型）から直立傾向（女性成人型）に転換し始めると共に臀部が大きくなり始め、初経から1年後以降に骨盤が直立傾向（女性成人型）となり臀部の脂肪組織が著しく大きく発達した状態を指す。

## 概要
フランスの詩人ポール・ヴェルレーヌが『降服』で詠い挙げた通り、性的嗜好としての一面も持つ。タイプとしてはブッシュマンなどに見られる臀部が後ろに突き出した「補助椅子型」、臀部全体に満遍なく脂肪が付いている「半球型」、横に広がった「広域型」などがあるが、性的嗜好の対象として詩人や彫刻家、画家の嗜好対象となるのは総じて半球型の巨尻であった。
マリー・ド・メディシスが火付け役となり、貴族たちの間では尻用コルセット（フォー・キュ）が大流行するなど、18世紀前後の欧米社会においては、臀部の大きさは女性としての魅力に直結していた。ちなみにイギリスでは、1770年のロンドン議会で定められた法律として、「国王陛下の臣民を偽りの腰まわりによって誘惑し、結婚に至らしめた婦女は、魔法並びに詐術の廉により現行法で処罰するものとし、当該結婚を無効とする」なるものがある。

## 逸話
モンテスパン夫人の黒ミサ事件
モンテスパン夫人がフォンタンジュ嬢に対して魔女ラ・ヴォワザン、ギブール神父と共に行った黒ミサは、夫人のゆたかな尻の上だったとされている。
ギュスターヴ・クールベの作品『水浴する女たち』の逸話
ウジェニー・ド・モンティジョが、ローザ・ボヌールの作品『馬の市』を見た際、付き人がそこに描かれた馬を見て「尻の大きな馬はペルシュ地方の馬です」と解説した。その後、クールベの作品を見たウジェニー皇后は、そこに描かれた女性を見て、「この女性もペルシュ地方出身なの？」と問うたという。
ホッテントットのヴィーナス
19世紀、大きな尻をヨーロッパ中の見世物にされた、コイ族のサールタイ・バートマン。1815年に死亡。その特徴的な骨格は1974年まで人類博物館で展示され、長い間に収蔵されていたが、2002年、南アフリカ大統領ネルソン・マンデラの働きにより故郷ケープタウンに還された。